# Батильда
Батильда (Балтильда, Болдхильда; лат. Bathildis, Balthildis, фр. Bathilde, др.-англ. Bealdhild; около 626, неизвестно — 30 января 680, Шелль, Франкское государство) — франкская королева, канонизированная Католической церковью.

## Биография
Батильда предположительно родилась в Англии, происходила, возможно, из знатного англосаксонского рода. В юности была захвачена пиратами и продана в рабство франкам. В 640-е годы Батильда находилась в доме Эрхиноальда, майордома Нейстрии, где её увидел Хлодвиг II, король Нейстрии и Бургундии. Около 648 года Батильда вышла замуж за Хлодвига II, которому родила трёх сыновей — будущих франкских королей Хлотаря III, Хильдерика II и Теодориха III. Связанная с Пипинидами, династией майордомов, Батильда приобрела значительное политическое влияние, способствуя усилению королевской власти и роли майордомов.
После смерти мужа, скончавшегося между 11 сентября и 16 ноября 657 года, Батильда управляла государством при своём малолетнем сыне Хлотаре III. Вскоре умер Эрхиноальд и Батильда в 658 году передала пост майордома Нейстрии Эброину. Так как в соседней Бургундии пост майордома был вакантен, Эброин при поддержке Батильды приобрёл власть над обоими королевствами, а в 661 году к ним была присоединена Австразия. Усиление власти Эброина вызвало недовольство бургундской, представители которой не имели доступа в королевский дворец, и нейстрийской знати. Батильда поддержала заговор парижского епископа Сигебранда против всесильного Эброина, но заговор был раскрыт. Епископ был казнён, а королеву после достижения Хлотарем III совершеннолетия вынудили покинуть двор.
В 664 году, когда Хлотарь достиг совершеннолетия, Батильда удалилась в основанный ею Шелльский монастырь под Парижем, где и жила до своей кончины (предполагаемая дата 30 января 680 года), не принимая пострига. Батильда была похоронена в церкви Святого Креста в Шелльском монастыре; её мощи были обретены и перенесены 3 июля 1631 года.
Находясь у власти, Батильда покровительствовала Жюмьежскому и Фонтенельскому аббатствам в Нормандии, монастырю Люксёй в Лотарингии, а также основала два новых королевских монастыря в Шелле (657—660 годы) и Корби (657—661 годы). В этих обителях был введён бенедиктинский устав, вследствие чего они получили значительную независимость от своих епископов и светской власти.
При поддержке Батильды чин мессы, установившийся в Люксёй, был принят в крупнейших соборах страны: Сен-Дени, Суассоне, Туре, Орлеане, Сен-Жермен-л’Осеруа. Батильда запретила продавать христиан в рабство. Все эти меры, в сочетании с личным благочестием королевы, способствовали усилению позиций христианства среди франкской знати (многие из которой были христианами лишь формально) и заслужили Батильде репутацию святой. О её почитании известно уже с IX века: в 833 году её мощи были перенесены во вновь построенную монастырскую церковь, канонизация осуществлена папой Николаем I.
Батильда — один из персонажей французской легенды о расслабленных из Жюмьежа.
В честь Батильды, вероятно, назван астероид (441) Батильда, открытый в 1898 году.